# مارك وايت (لاعب كرة قدم)
مارك وايت (بالإنجليزية: Mark White)‏ (5 ديسمبر 1961 بنيو أورلينز في الولايات المتحدة - ) هو لاعب كرة قدم أمريكي في مركز حراسة المرمى. شارك مع منتخب الولايات المتحدة تحت 20 سنة لكرة القدم. أما مع النوادي، فقد لعب مع نادي هاماربي لكرة القدم وOpe IF ‏ وDFW Tornados ‏ وBaltimore Blast ‏ وHammarby IF ‏ وPhiladelphia Fever (MISL) ‏ وDallas Sidekicks (1984–2004) ‏.